# Glenn McCoy
Glenn McCoy, född 1965, är en amerikansk serietecknare. Han är mest känd för sin serie Affe & Egon (The Duplex i original) som han skapade 1993. Därtill gör han politiska, konservativt präglade, skämtteckningar och, tillsammans med sin bror Gary McCoy, serien De flygande McCoys. Alla tre syndikeras av Universal Press Syndicate.